# 兒玉健二
兒玉健二（日语：児玉 健二，筆名：谺 健二（與本名日文讀音相同），出生於1960年4月19日—），為日本男性推理作家、資深動畫師。其出生於兵庫縣神戶市。以本名“兒玉健二”作為動畫師參加動畫製作，其筆名由小說家島田莊司代取。

## 來歷、人物
兵庫縣立星陵高等學校、大阪設計學院畢業。
原京都動畫所屬，現所屬AnimeR。
1997年，他以阪神淡路大震災為故事題材的小說《未明的惡夢》獲得第8屆鮎川哲也獎。

## 著作

### 雪御所圭子、有希真一系列
- 未明的惡夢（1997年，東京創元社；2003年，光文社文庫（日语：光文社文庫））
- 戀靈館事件（2001年，光文社KAPPA NOVELS（日语：カッパ・ノベルス）；2004年，光文社文庫）
- 赫い月照（2003年，講談社；2005年，光文社文庫）

### 有希真一系列
- 肺魚樓之夜（2008年，光文社）

### 其它長篇
- 殉靈（2000年，講談社）
- 星之牢獄（2004年，原書房（日语：原書房））
- （2016年，原書房）

### 其它選集等
- 新世紀「謎」俱樂部 『新世紀「謎」俱樂部』（1998年，角川書店；2001年，角川文庫）
- 新世紀「謎」俱樂部 『墮落天使殺人事件（日语：堕天使殺人事件）』（1999年，角川書店；2002年，角川文庫）
- 新世紀「謎」俱樂部 『新世紀犯罪博覽會』（2001年，光文社KAPPA NOVELS）
- 二階堂黎人編 『密室殺人大百科<上>』（2000年，原書房；2003年，講談社文庫（日语：講談社文庫））

## 動畫作品

### 電視動畫
- 麵包超人（1988年－，原畫）
- 江戶之子男孩 理解太助（日语：江戸っ子ボーイ がってん太助）（1990年－1991年，原畫）
- 小麻煩千惠（1991年 - 1992年，原畫）
- 無家可歸的孩子蕾米（1996年－1997年，原畫）
- 名偵探柯南（1996年－，原畫）
- 神奇寶貝（1997年－2002年，原畫）
- 熱沙霸王甘達拉（日语：熱沙の覇王ガンダーラ）（1998年，原畫）
- 丸少爺（1998年－，作畫監督）
- 超級百變金剛（1998年－1999年，人物設定）
- 哈姆太郎（2000年－2006年，原畫）
- 彗星公主（2001年－2002年，原畫）
- ANGELIC LAYER 天使領域（2001年，原畫）
- 人造人009 THE CYBORG SOLDIER（2001年－2003年，原畫）
- 洛克人EXE（2002年－2006年，原畫）
- 完美小姐進化論（2006年－2007年，原畫）
- 悲慘世界 少女珂賽特（2007年，原畫）
- Code Geass反叛的魯路修R2（2008年，原畫）
- SOUL EATER（2008年，原畫）
- 超心動！文藝復興（2016年，原畫）
- 咕嚕咕嚕魔法陣 (2017年版)（2017年，原畫）
- 佐賀偶像是傳奇（2018年，作畫監督）
- 放學後桌遊俱樂部（2019年，作畫監督）
- 魔物娘的醫生（2020年，作畫監督）

### 電影動畫
- 蠟筆小新：動感超人大戰泳裝魔王（1993年，動畫）
- 名偵探柯南：引爆摩天樓（1997年，原畫）
- 名偵探柯南：迷宮的十字路（2003年，原畫）
- 名偵探柯南：銀翼的奇術師（2004年，原畫）
- 名偵探柯南：水平線上的陰謀（2005年，原畫）
- 名偵探柯南：偵探們的鎮魂歌（2006年，原畫）
- 麵包超人：閃耀吧！庫倫與生命之星（日语：それいけ!アンパンマン かがやけ!クルンといのちの星）（2018年，原畫）
- 麵包超人：閃爍吧！冰之國的香草公主（日语：それいけ!アンパンマン きらめけ!アイスの国のバニラ姫）（2019年，原畫）

## 外部連結
- （日語）－谺健二（兒玉健二）的官方個人網站。